# Nick Muszynski
Nicholas Ryan Muszynski (Pickerington (Ohio), 19 de noviembre de 1998) es un jugador de baloncesto estadounidense que pertenece a la plantilla de los Rip City Remix de la G League. Su posición es pívot.

## Trayectoria deportiva

### Universidad
Nacido en Pickerington (Ohio), es un pívot formado en la Saint Charles Preparatory School de Columbus, Ohio, hasta 2018 que ingresó en la Universidad Belmont, situada en Nashville, Tennessee, donde jugaría durante cuatro temporadas la NCAA con los Belmont Bruins, desde 2018 a 2022.

#### Estadísticas
| Año     | Equipo  | PJ       | PT       | MPP      | %TC      | %3P      | %TL      | RPP      | APP      | ROB      | TPP      | PPP      |
| ------- | ------- | -------- | -------- | -------- | -------- | -------- | -------- | -------- | -------- | -------- | -------- | -------- |
| 2017–18 | Belmont | Redshirt | Redshirt | Redshirt | Redshirt | Redshirt | Redshirt | Redshirt | Redshirt | Redshirt | Redshirt | Redshirt |
| 2018–19 | Belmont | 32       | 32       | 24.9     | .604     | .364     | .779     | 5.8      | 2.7      | .6       | 2.2      | 14.7     |
| 2019–20 | Belmont | 33       | 32       | 24.8     | .596     | .327     | .660     | 6.4      | 1.7      | .4       | 1.6      | 15.3     |
| 2020–21 | Belmont | 27       | 27       | 25.0     | .586     | .077     | .734     | 5.6      | 1.7      | .2       | 1.6      | 15.0     |
| Total   | Total   | 92       | 91       | 24.9     | .596     | .298     | .723     | 5.9      | 2.0      | .4       | 1.8      | 15.0     |

### Profesional
Tras no ser elegido en el Draft de la NBA de 2022, el 5 de agosto firmó con el Astoria Bydgoszcz de la Polska Liga Koszykówki.
El 23 de enero de 2023 firmó con el VfL Kirchheim Knights de la ProA alemana,ref>Bozic Estriche Knights Kirchheim (30 de noviembre de 2022). «😁 Wir stellen vor:🤜Unser neuer Center Nicholas Muszynski🤛». Facebook.com (en alemán). Consultado el 18 de octubre de 2024.</ref> y dejó el equipo el 15 de agosto de 2024.
El 17 de octubre de 2024 firmó con los Portland Trail Blazers, pero fue despedido al día siguiente. El 28 de octubre, se unió a su filial en la G League, los Rip City Remix.